# Ulises Estrada
Dámaso José Lescaille Tabares, más conocido como Ulises Estrada Lescaille (Santiago de Cuba, 11 de diciembre de 1934 - La Habana, 26 de enero de 2014) fue un revolucionario, agente de inteligencia, diplomático y periodista cubano.

## Vida
Desde muy joven participó en tareas clandestinas contra la dictadura de Fulgencio Batista. Luego del triunfo de la Revolución, fue fundador de los órganos de seguridad del Estado, participó en contra de la Rebelión del Escambray y colaboró con las misiones internacionalistas de Ernesto Guevara y en la guerra de independencia de Guinea-Bisáu. Estrada Lescaille entrenó y mantuvo una relación amorosa con Tamara Bunke, más conocida como Tania, de quien luego escribió dos libros.
Entre 1975-79, Estrada Lescaille fue vicejefe del Departamento América del Comité Central del Partido Comunista de Cuba. Luego se desempeñó como embajador en Jamaica, Yemen Democrático, Mauritania, la República Árabe Saharaui Democrática y Argelia. Encabezó la Dirección del Movimiento de Países No Alineados y fue director del Departamento de África y Medio Oriente del Ministerio de Relaciones Exteriores.
Se licenció en ciencias sociales. Colaboró en distintos periódicos y fue jefe de información de Granma Internacional y de El Habanero y director de la revista Tricontinental de la Organización de Solidaridad con los Pueblos de África, Asia y América Latina.

## Obras
Durante su trayectoria recibió numerosas condecoraciones nacionales y extranjeras.

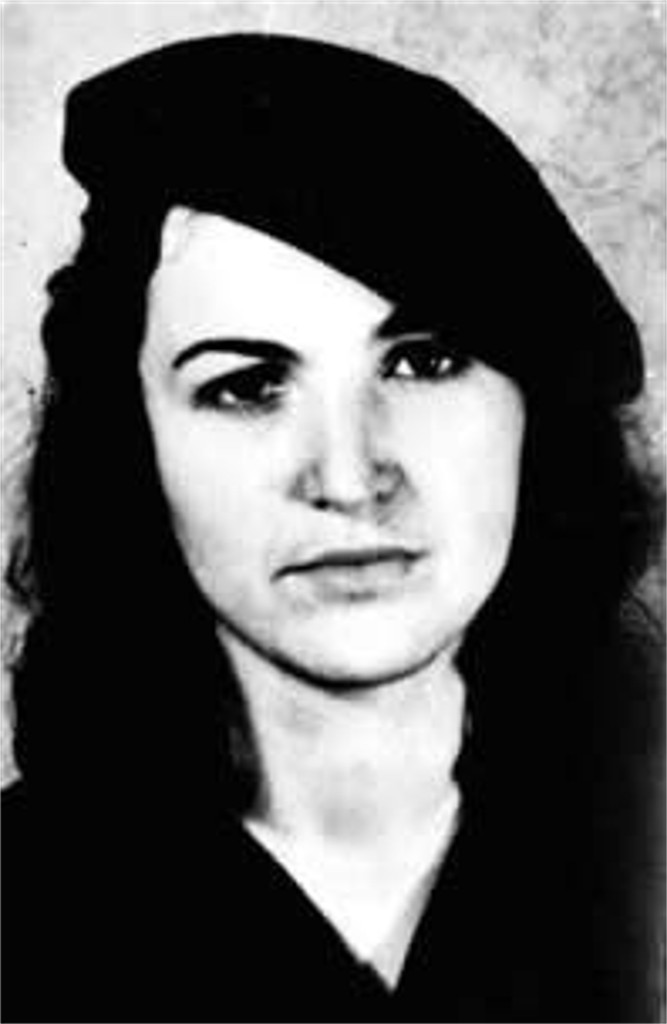
Tania. Ella y Ulises Estrada se enamoraron durante el entrenamiento para la misión en Bolivia.

- Tania la guerrillera inolvidable (coautor, 1970, Instituto del Libro de La Habana)
- Amílcar Cabral, un precursor de la independencia africana (coautor)
- Tania la guerrillera y la epopeya suramericana del Che (autor, 2005, Ocean Sur)
- Rebelión Tricontinental. Las voces de los condenados de la tierra de Asia, África y América Latina (coeditor, 2007, Ocean Sur)